# جنت و جهنم

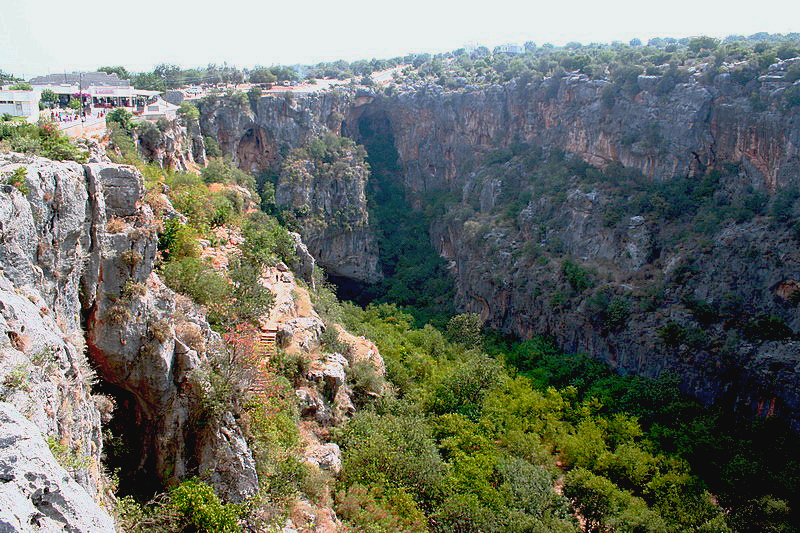
جنت.

فروچاله‌های جَنَّت و جهنم (ترکی استانبولی: Cennet ve Cehennem Çökükleri) نام دو حفره بزرگ در رشته‌کوه‌های توروس در استان مرسین ترکیه است. این دو فروچاله بزرگ از جاذبه‌های گردشگری این استان به‌شمار می‌روند.

## جغرافیا
جنت و جهنم در مجاورت یکدیگر قرار دارند. مختصات حفره جنت ۳۶°۲۷′۰۹″ شمالی ۳۴°۶′۲۰″ شرقی / ۳۶٫۴۵۲۵۰°شمالی ۳۴٫۱۰۵۵۶°شرقی و مختصات فروچاله جهنم ۳۶°۲۷′۱۶″ شمالی ۳۴°۶′۲۱″ شرقی / ۳۶٫۴۵۴۴۴°شمالی ۳۴٫۱۰۵۸۳°شرقی است. هر دوی آن‌ها در منطقه روستایی بخش سلوکیه قرار دارند، که خود بخشی از استان مرسین است. این دو چاله از طریق یک جاده خاکی (به طول ۲ کیلومتر) که در تمام طول سال قابل دسترسی است، به جاده اصلی (بزرگراه D 400 مسیر داتچا-مرسین) متصل می‌شوند. فاصله این مکان تا شهر سلوکیه ۲۲ کیلومتر و تا شهر مرسین ۶۷ کیلومتر است. این دو چاله در نزدیکی شهر ساحلی نارلی‌کویو قرار دارند.

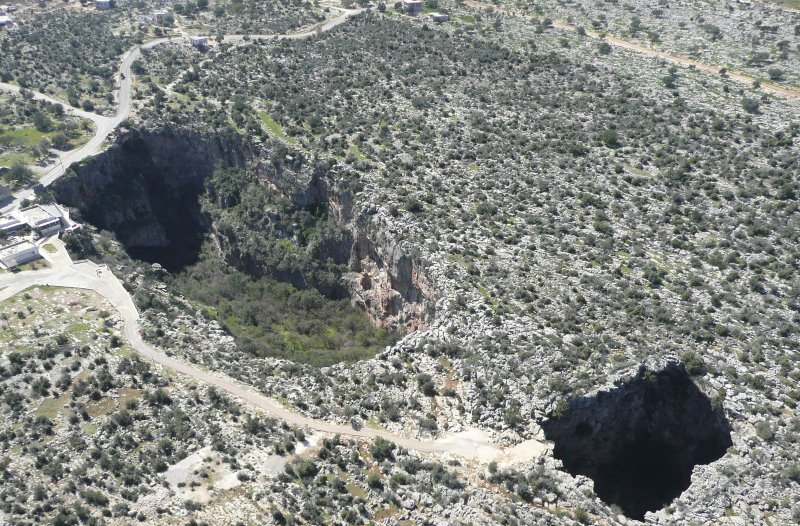
نمای هوایی از دو فروچاله همسایه.

## جنت

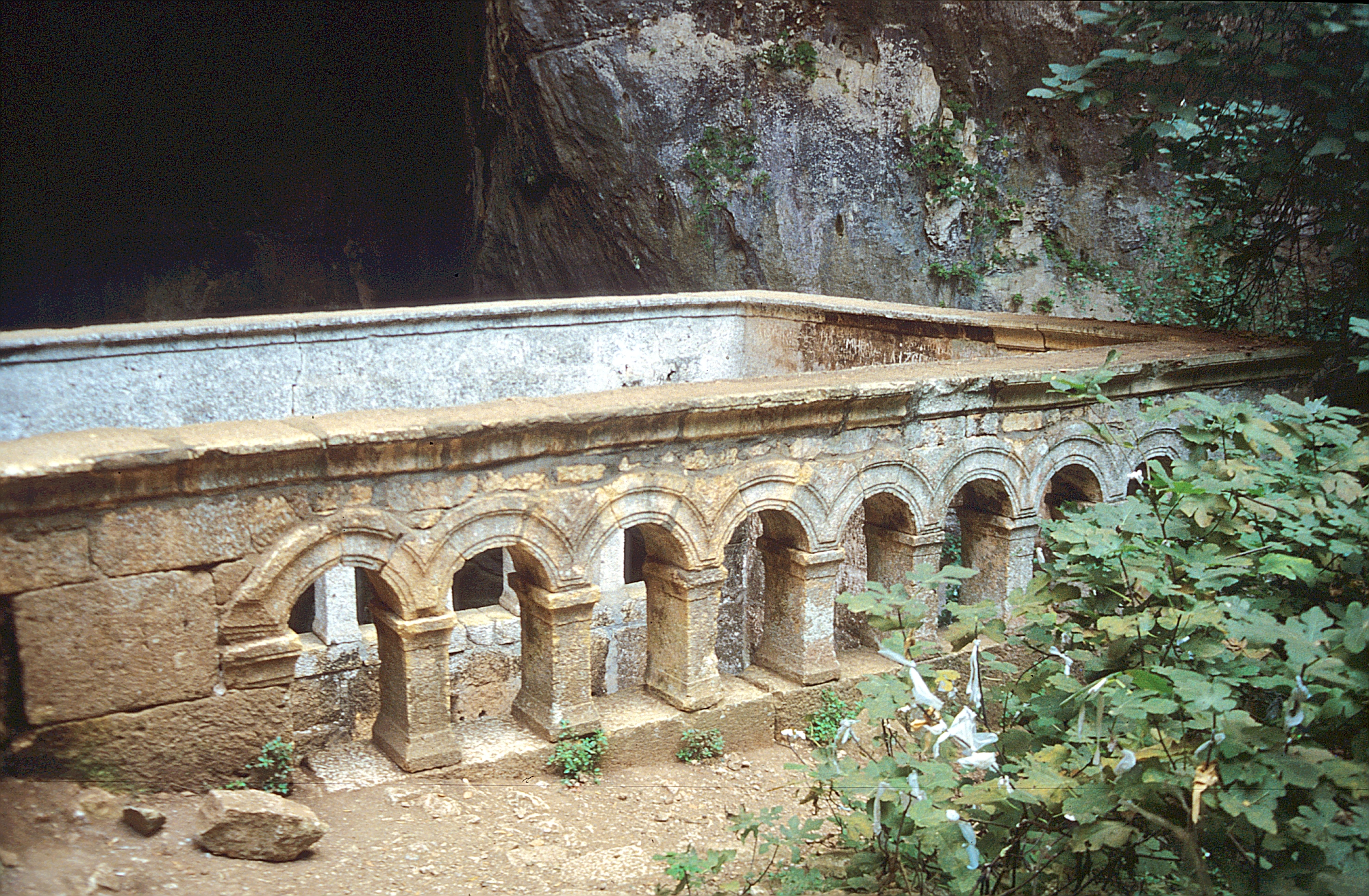
صومعه

دهانه ورودی فروچاله جنت ابعاد ۸۲۰ در ۳۶۰ فوت مربع (۲۵۰ در ۱۱۰ متر مربع) دارد و عمق متوسط آن به‌طور متوسط ۷۰ متر است. دستیابی به کف این حفره از طریق یک پلکان ساده با ۳۰۰ پله امکان‌پذیر است. در سال ۲۰۲۰ یک آسانسور نیز در این مکان تعبیه شد. در منتهی‌الیه کف این چاله به سمت جنوب، غاری کوچکتر به عمق ۱۵۰ پله وجود دارد. در این غار، ویرانه‌های یک صومعه وجود دارد که در قرن پنجم میلادی توسط شخصی به نام پائولوس ساخته شده و به «مریم، مادر عیسی» تقدیم شده است. در این صومعه، می‌توان صدای برکه کوچکی را که از صومعه به سمت خلیج نارلی‌کویو جریان دارد، شنید.

## جهنم
جهنم حفره‌ای عمیق‌تر با عمق ۱۲۸ متر است. اما دهانه ورودی آن، با ابعاد ۲۱۰ در ۱۵۰ فوت مربع (۷۰ در ۵۰ متر مربع) از دهانه جنت کوچکتر است. از آنجایی که لبه بالایی دهانه این چاله محدب (کوژ) است، دسترسی به کف جهنم امکان‌پذیر نیست.

## اسطوره‌شناسی
در اساطیر یونانی، زئوس پیش از زندانی کردن تایفون در زیر آتشفشان اتنان، او را به‌طور موقت در حفره جهنم مرسین نگه می‌داشته است. (غار کوریسی را ببینید)